# Ben Hebert
Ben Hebert, né le 16 mars 1983 à Régina (SASK), est un curleur canadien.

## Palmarès

### Jeux olympiques
| Édition    | Vancouver 2010 |
| Classement | Or             |

### Championnats du monde
| Édition    | Grand Forks 2008 | Moncton 2009 | Bâle 2016 |
| Classement | Or               | Argent       | Or        |